# 4-metilheptano
El 4-metilheptano es un alcano de cadena ramificada con fórmula molecular C8H18.